# Dekanat witebski
Dekanat witebski – jeden z 11 dekanatów diecezji witebskiej na Białorusi. W jego skład wchodzi 12 parafii. Pierwotnie istniał dekanat witebski, który podzielono na dekanat witebski północny i witebski południowy. W 2017 r. połączono oba dekanaty.

## Historia
W 1744 roku dekanat witebski leżał w diecezji wileńskiej. W skład dekanatu wchodziły:
- parafia w Witebsku,
- parafia w Borysowie,
- parafia św. Michała Archanioła w Czerejach (nie istnieje),
- parafia w Łukomli,
- parafia w Rudnym Siole,
- parafia w Siennie,
- parafia Trójcy Świętej w Ostrowni (nie istnieje),
- parafia w Sorzycy,
- parafia św. Kazimierza i św. Rafała w Biczenkowiczach (nie istnieje),
- parafia Wniebowzięcia Najświętszej Maryi Panny w Nieporocie (nie istnieje),
- parafia w Mikulinie (nie istnieje),
- parafia Najświętszego Imienia Maryi w Bobrze (nie istnieje).

W 1910 roku dekanat witebski leżał w archidiecezji mohylewskiej. W skład dekanatu wchodziły:
- parafia św. Barbary i św. Józefa Oblubieńca w Witebsku,
- parafia św. Antoniego z Padwy w Witebsku,
- parafia Wniebowzięcia Najświętszej Maryi Panny w Nieporotach (nie istnieje),
- parafia Niepokalanego Poczęcia Najświętszej Maryi Panny w Stańkowie (nie istnieje),
- parafia Wniebowzięcia Najświętszej Maryi Panny w Wieliżu (nie istnieje).

## Lista parafii
| Lp. | Miejscowość / parafia                                              | Proboszcz / administrator                      | Kościół                                                               | Zdjęcie |
| --- | ------------------------------------------------------------------ | ---------------------------------------------- | --------------------------------------------------------------------- | ------- |
| 1   | Horodek Parafia Nawiedzenia Najświętszej Maryi Panny               | o. Bronisław Daszkiewicz OP                    | Kościół Nawiedzenia Najświętszej Maryi Panny w Horodoku               |         |
| 2   | Jezieryszcze Parafia św. Józefa                                    | o. Bronisław Daszkiewicz OP                    | Kościół św. Józefa w Jezieryszczach                                   |         |
| 3   | Łoźna Parafia św. o. Pio                                           | o. Sergiusz Maciuszonak OFMCap (administrator) | Kościół św. o. Pio w Łoźnie                                           |         |
| 4   | Miszkowicze Parafia św. Tomasza Apostoła i św. Jana Bosko          | o. Andrzej Juchniewicz OMI                     | Kościół św. Tomasza Apostoła i św. Jana Bosko w Miszkowiczach         |         |
| 5   | Obol Parafia św. Wincentego a Paulo                                | o. Andrzej Juchniewicz OMI                     | Kościół św. Wincentego a Paulo w Obolu                                |         |
| 6   | Sienno Parafia Świętej Trójcy                                      | ks. Giennadij Lewkow                           | Kościół Świętej Trójcy w Siennie                                      |         |
| 7   | Szumilino Parafia Matki Bożej Fatimskiej i św. Jozafata Kuncewicza | o. Andrzej Juchniewicz OMI                     | Kościół Matki Bożej Fatimskiej i św. Jozafata Kuncewicza w Szumilinie |         |
| 8   | Witebsk Parafia Jezusa Miłosiernego                                | ks. Walery Orsik                               | Katedra Jezusa Miłosiernego w Witebsku                                |         |
| 9   | Witebsk Parafia św. Antoniego z Padwy                              | ks. Wiaczesław Barok (administrator)           | Kościół św. Antoniego z Padwy w Witebsku                              |         |
| 10  | Witebsk Parafia św. Barbary                                        | ks. Krzysztof Kocjan OP                        | Kościół św. Barbary w Witebsku                                        |         |
| 11  | Witebsk Parafia Świętego Ducha                                     | ks. Andrzej Waszczuk SDS                       | Kościół Świętego Ducha w Witebsku                                     |         |
| 12  | Witebsk Parafia św. Władysława                                     | ks. Wiktor Misiewicz                           | Kościół św. Władysława w Witebsku                                     |         |